# Župančičeva ulica
Župančičeva ulica (deutsch: Župančičgasse) ist der Name einer Straße in der Altstadt von Ljubljana, der Hauptstadt Sloweniens, im Stadtbezirk Center. Sie ist benannt nach dem slowenischen Dichter, Übersetzer und Literaturkritiker Oton Župančič (1878–1949).

## Geschichte
Die heutige Straße entstand ab 1876 durch die Verbindung der Straßen Theatergasse (Gledališka ulica) und Knezova ulica. Ihren heutigen Namen erhielt sie im Jahr 1948.

## Lage
Die Straße beginnt an der Tomšičeva ulica und verläuft nach Norden bis zur Gosposvetska cesta.

## Abzweigende Straßen
Die Župančičeva ulica berührt folgende Straßen und Orte (von Süden nach Norden): Cankarjeva cesta, Štefanova ulica, Puharjeva ulica.

## Bauwerke und Einrichtungen
Die wichtigsten Bauwerke und Einrichtungen entlang der Straße sind von Süden nach Norden:
- Opernhaus Ljubljana
- Gebäude der Ministerien für Justiz[3] und für Finanzen[4], Župančičeva ulica 3
- Park der Slowenischen Reformation mit der Evangelischen Kirche Primož Trubar und dem Denkmal der slowenischen protestantischen Schriftsteller